# Уотсон, Колин
Ко́лин Уо́тсон (англ. Colin Watson, 1 февраля 1920 в Крэйдоне (Лондон) — 17 января 1983) — британский писатель, автор юмористических детективных романов, создатель таких персонажей, как Инспектор Пербрайт и Люсилла Титайм. С 1970 года был членом Детективного Клуба.

## Биография
Колин Уотсон учился в колледже Whitgift School (Южный Крэйдон) с 1930 по 1936 годы. В 1937 пришел на работу в Boston Guardian репортером. Позднее он перебрался в Лондон, а затем в Ньюкасл, где писал для Newcastle Evening Chronicle  и Newcastle Journal, вел передовицу, театральное и книжное обозрение.

## Творчество
Наибольшую известность ему принесли двенадцать рассказов из серии «Флэксборо», примечательные искрометным юмором и остроумным описанием  вымышленного английского городка, прототипом которого, возможно, является Бостон в Линкольншире (Boston, Lincolnshire). Уотсон работал журналистом в Линкольншире, и как говорят, персонажи его книг — это хорошо узнаваемые пародии на людей, с которыми приходилось работать Уотсону.

### Инспектор Пербрайт
Центральный персонаж книг Уотсона, Инспектор Уолтер Пербрайт, возможно не самый проницательный в детективной литературе следователь. Ему, тем не менее, свойственна необычайная порядочность и цивилизованность, вокруг которых и разворачиваются хитроумные, а иногда и причудливые события. Рассматривая каждое конкретное дело, он ведет вежливое и тщательно взвешенное расследование. Порядочность Пербрайта созвучна тезису Уотсона: цивилизованная жизнь зиждется на терпимости, порядочности и честности её блюстителей. Его абсолютная беспристрастность, отказ прогибаться перед особыми интересами или социальным статусом, и добросовестное соблюдение всех процедурных норм, делает Пербрайта типичным английским героем.

### Мисс Титайм
Наиболее забавным персонажем из книг Колина Уотсона, безусловно, является Мисс Люсилла Эдит Кевэлл Титайм (англ. Miss Lucilla Edith Cavell Teatime), своего рода «анти-леди», чьи иногда граничащие с вульгарностью реплики, тем не менее, придают ей очарования. Она любительница выпить виски и сыграть в домино, любит всё вкусное. Она появляется в четвертом романе из серии о Флэксборо «Одинокое сердце 4122» (англ.  Lonelyheart 4122), и остается неотъемлемым персонажем до одиннадцатой книги Уотсона «Whatever’s Been Going On At Mumblesby?». В сериале «Убийство по-английски» Мисс Титайм сыграла британская актриса Бренда Брюс.

### Серия Флэксборо
- Coffin, Scarcely Used (1958)
- Bump in the Night (1960)
- Hopjoy Was Here (1962) Здесь был Хопжой[3]
- Lonelyheart 4122 (1967)
- Charity Ends at Home (1968)
- The Flaxborough Crab (1969)
- Broomsticks over Flaxborough (1972)
- The Naked Nuns (1975)
- One Man’s Meat (1977)
- Blue Murder (1979)
- Plaster Sinners (1980)
- Whatever’s Been Going on at Mumblesby? (1982)

### Другие романы
- The Puritan (1966)
- Snobbery with Violence (1971)

## Экранизации
Четыре произведения из серии о Флэксборо были экранизированы BBC. В 1977 году на телеэкраны вышел мини-сериал «Убийство по-английски» (англ. Murder Most English). Экранизация успешно отразила основные элементы книг: тихая атмосфера старого английского городка, беспощадное осмеяние претензии местных буржуа, и конечно убежденность автора в том, что какими бы экзотичными уловками не был замаскирован сюжет, главное преступление всегда совершается из-за денег. В мини-сериале сыграли английские актеры Антон Роджерс, в роли Пербрайта, и Кристофер Тимоти в роли сержанта Лава. Образ Мисс Титайм воплотила британская актриса Бренда Брюс.